# Hipótesis del mundo de ARN

ARN con sus bases nitrogenadas a la izquierda y ADN a la derecha.

La hipótesis del mundo de ARN es uno de los principales candidatos a la abiogénesis. Propone que la vida en la Tierra surgió a partir de la versátil actividad de las moléculas de ARN, las cuales posteriormente originarían moléculas capaces de sintetizar proteínas y las moléculas de ADN. Estas moléculas al rodearse con liposomas formarían las primeras células. La hipótesis del mundo del ARN todavía presenta dificultades pues "sus componentes son difíciles de sintetizar". Independientemente de su plausibilidad como escenario prebiótico, el mundo del ARN puede servir como un sistema modelo para estudiar el origen de la vida. 

## Historia del mundo de ARN
En 1963 el biólogo molecular Alexander Rich del MIT especuló sobre esta idea en un artículo en el que contribuía a un volumen publicado en honor al fisiólogo y premio Nobel Albert Szent-Györgyi. La idea de una vida independiente basada en el ARN se puede encontrar en 1968 en el libro  «El código genético» (The genetic code: the molecular basis for genetic expression) de Carl Woese. La expresión «Mundo de ARN» fue empleada por primera vez por el premio nobel Walter Gilbert en 1986, al hilo de un comentario respecto de las recientes observaciones sobre las propiedades catalíticas de algunas formas de ARN. Es ampliamente conocido por el trabajo en dilucidar la estructura tridimensional del ARN de transferencia, que es un componente del mecanismo de síntesis de proteínas, y por su descubrimiento de una forma levógira de ADN. El descubrimiento de ARNs que regulan la expresión génica ha permitido el desarrollo de medicamentos hechos de ARN, como los ARN pequeños de interferencia que silencian genes.
Se puede encontrar un concepto adicional del ARN como molécula primordial en los artículos de Francis Crick y Leslie Orgel así como en el libro de Carl Woese de 1967 «The genetic code». Hans Kuhnen 1972 expuso un posible proceso por el cual el sistema genético moderno podría haber surgido de un precursor basado en nucleótidos, y esto llevó a Harold White en 1976 a observar que muchos de los cofactores esenciales para la función enzimática son nucleótidos o podrían haber sido derivados de nucleótidos. Propuso un escenario en el que la electroquímica crítica de las reacciones enzimáticas habría necesitado la retención de los restos de nucleótidos específicos de las enzimas originales basadas en ARN que llevaban a cabo las reacciones, mientras que los elementos estructurales restantes de las enzimas se reemplazaban gradualmente por proteínas, hasta que todo lo que quedaba de los ARN originales eran estos cofactores de nucleótidos, «fósiles de enzimas de ácidos nucleicos».

## Propiedades del ARN

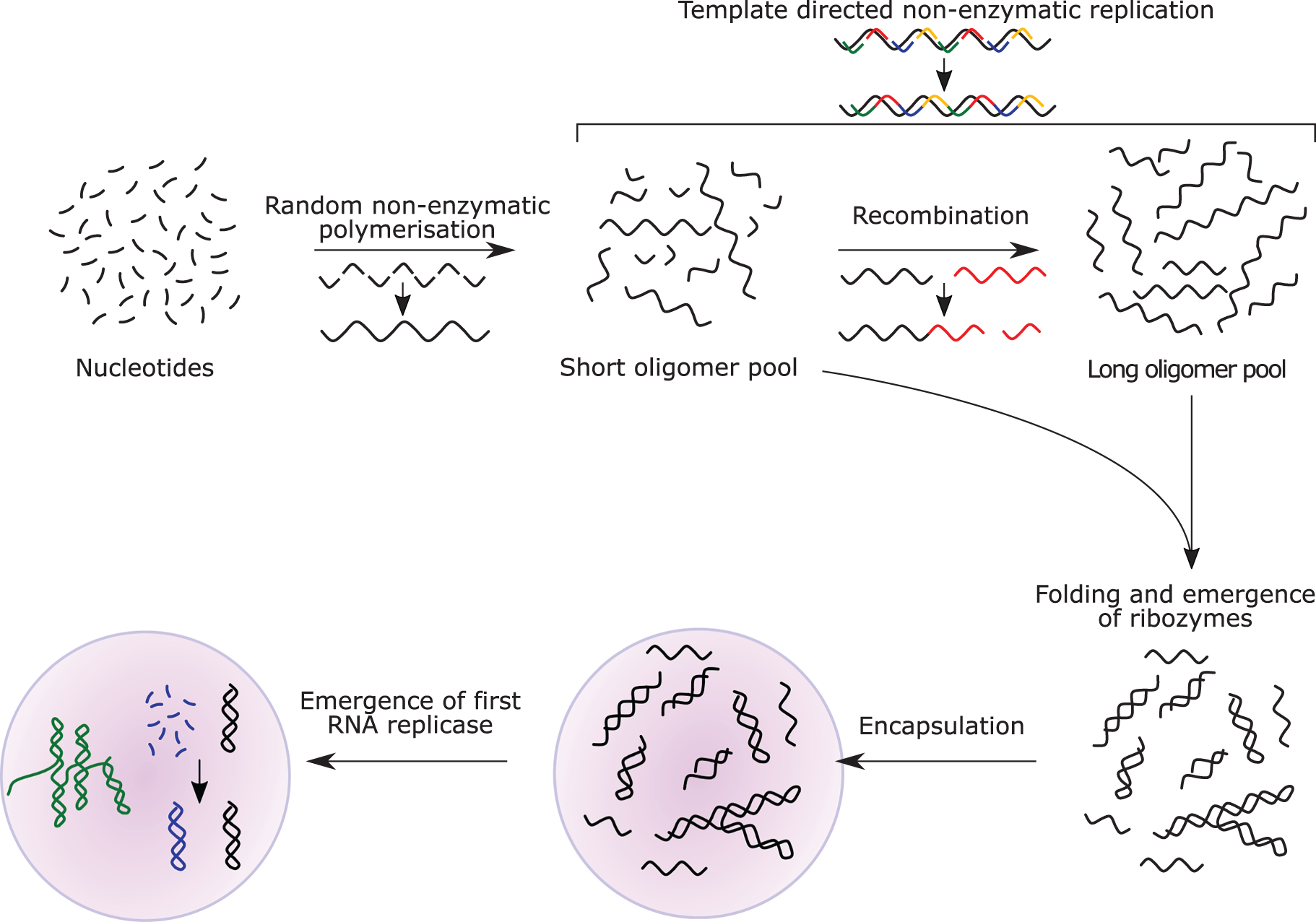
Esquema del mundo de ARN y el origen de la vida.

Las propiedades del ARN nos pueden dar una idea de la posibilidad conceptual de la hipótesis del mundo de ARN, aunque su plausibilidad como explicación del origen de la vida se encuentra debatida. Se sabe que el ARN es un eficiente catalizador y al igual que el ADN posee la capacidad de almacenar información. 
Una versión de la hipótesis ligeramente distinta es que un tipo diferente de ácido nucleico, denominado «pre-ARN» fuera el primero en surgir como molécula autorreproductora, para ser reemplazado por el ARN solo después. Estos ácidos nucleicos a menudo se producen y polimerizan más fácilmente bajo condiciones prebióticas. Algunos candidatos serían el ANP, el ANT y el ANG.
 A pesar de su simplicidad estructural y posesión de propiedades comparables con el ARN, la generación químicamente plausible de ácidos nucleicos «más simples» en condiciones prebióticas aún no se ha demostrado.

### El ARN como enzima
Las enzimas de ARN o ribozimas ocurren en el actual "mundo de ADN". Las ribozimas desempeñan papeles de vital importancia. Las ribozimas son componentes esenciales de los ribosomas, los cuales son esenciales en la síntesis de proteínas. Pero también son posibles muchas otras funciones para las ribozimas aparte de la función de los ribosomas: la naturaleza emplea ampliamente el empalme de ARN, y la evolución dirigida ha creado ribozimas con una gran variedad de actividades. Entre las propiedades enzimáticas importantes para el comienzo de la vida se encuentran:
- La capacidad de autoduplicación o de duplicar otras moléculas de ARN. Se han producido en el laboratorio moléculas relativamente cortas de ARN. Las más cortas eran de una longitud de 165 bases, aunque se ha estimado que sólo parte de estas bases eran cruciales para esta función. Una versión cuya longitud era de 189 pares de bases obtenía una fidelidad de copia del 98.9%,[10] lo que significaría que podría hacer una copia exacta de una molécula de ARN tan larga como ella misma de cada ocho copias, aunque esta ribozima de 189 bp como mucho podría polimerizar un molde de 14 nucleótidos de longitud, demasiado corto para considerarlo replicación, pero representa un gran comienzo. La mayor extensión de un cebador llevada a cabo por una ribozima de tipo polimerasa fue de 20 bp.[11] En 2016, se informó sobre el uso de la evolución in vitro para mejorar drásticamente la actividad y la generalidad de una ribozima polimerasa de ARN mediante la selección de variantes que pueden sintetizar moléculas de ARN funcionales a partir de una plantilla de ARN. Cada ribozima de ARN polimerasa fue diseñada para permanecer ligada a su nueva cadena de ARN sintetizada; esto permitió al equipo aislar polimerasas exitosas. Las ARN polimerasas aisladas se utilizaron de nuevo para otra ronda de evolución. Después de varias rondas de evolución, obtuvieron una ribozima polimerasa de ARN llamada 24-3 que era capaz de copiar casi cualquier otro ARN, desde pequeños catalizadores hasta enzimas largas basadas en ARN. Se amplificaron ARN particulares hasta 10.000 veces, una primera versión de ARN de la reacción en cadena de la polimerasa (PCR).[12]
- La capacidad de catalizar reacciones químicas sencillas que aumentan la creación de monómeros del ARN. Se han creado en el laboratorio moléculas relativamente pequeñas de ARN en el laboratorio con esa capacidad de manera artificial.[13][14] Un estudio reciente mostró que casi cualquier ácido nucleico puede evolucionar hacia una secuencia catalítica con la selección adecuada. Por ejemplo, un fragmento de ADN de 50 nucleótidos elegido arbitrariamente que codifica el ARNm de albúmina se sometió a evolución en probeta para derivar un ADN catalítico con actividad de escisión de ARN. Después de solo unas pocas semanas, había evolucionado una ADN polimerasa con actividad catalítica significativa. En general, el ADN es mucho más químicamente inerte que el ARN y, por tanto, mucho más resistente a la obtención de propiedades catalíticas. Si la evolución in vitro funciona para el ADN, sucederá mucho más fácilmente con el ARN.[15]
- La capacidad de conjugar un aminoácido al extremo 3 'de un ARN para usar sus grupos químicos o proporcionar una cadena lateral alifática de ramificación larga.[16]
- La capacidad de formar enlaces peptídicos para producir péptidos cortos y, ocasionalmente, proteínas enteras. Esto se efectúa en las células modernas por los ribosomas, un complejo de dos moléculas grandes de ARN conocidas como ARN ribosómico junto con otras proteínas. Se piensa que las dos moléculas de ARNr son las responsables de esta actividad enzimática. Se ha creado en el laboratorio una molécula de ARN más corta capaz de formar enlaces peptídicos, y se ha sugerido que el ARNr evolucionó a partir de una molécula similar.[17] Así, también se ha sugerido que los aminoácidos podrían inicialmente complementarse con moléculas de ARN como cofactores mejorando o diversificando sus capacidades enzimáticas, antes de evolucionar a péptidos más complejos; el ARNm puede haber evolucionado con a partir de tales moléculas de ADN, y el ARNt de moléculas que hayan catalizado transferencias de aminoácidos de ellos.[18][19]

### ARN como almacén de información
El ARN es una molécula muy parecida al ADN y guarda dos diferencias químicas con éste, la estructura completa del ARN y del ADN son inmensamente similares. Una cadena de ADN y otra de ARN pueden unirse para formar una estructura de doble hélice. Esto hace posible el almacenamiento de información en el ARN de una forma muy parecida a la que se efectúa en el ADN.

#### Comparaciones en las estructuras del ADN y ARN
La principal diferencia es la presencia de un grupo hidroxilo en posición 2' del monosacárido ribosa en el ARN. Este grupo hace que la molécula sea menos estable. En las regiones flexibles del ARN (por ejemplo, las que no están constreñidas por la doble hélice) pueden ser atacadas químicamente por el enlace fosfodiéster adyacente de modo que se puede escindir. El grupo hidroxilo también fuerza a la ribosa a adoptar la conformación C3'-endo en lugar de la más habitual C2'-endo del ADN. Esto fuerza a la doble hélice a adoptar una conformación ligeramente diferente a la del ADN. 
El ARN también utiliza un grupo de bases diferente -adenina, guanina, citosina y uracilo- en lugar de adenina, guanina, citosina y timina. El uracilo es químicamente similar a la timina, aunque emplea menos energía para producirse. En términos del apareamiento de bases esto no tiene ningún efecto, ya que la adenina puede unirse al uracilo perfectamente. Sin embargo, el uracilo es un producto de la trasmutación por daños de la citosina, haciendo que el ARN sea particularmente susceptible a mutaciones que pueden reemplazar un par de bases GC por GU o AU.
Se cree que el ARN ha precedido al ADN debido a su ordenamiento en las vías biosintéticas. Los desoxirribonucleótidos que se utilizan para producir ADN están hechos de ribonucleótidos, los componentes básicos del ARN, mediante la eliminación del grupo 2'-hidroxilo. Como consecuencia, una célula debe tener la capacidad de producir ARN antes de poder producir ADN.

#### Limitaciones en el almacenamiento de información en el ARN
No es fácil almacenar grandes cantidades de información en el ARN. Las propiedades químicas del ARN hacen que las moléculas grandes de ARN sean inherentemente frágiles y se puedan fragmentar con facilidad, siendo posteriormente descompuestas en nucleótidos por hidrólisis. Las bases aromáticas también absorben fuertemente la fracción ultravioleta del espectro y podrían haber sido susceptibles de daños y descomposición por la radiación de fondo. Estas limitaciones no hacen que sea imposible la utilización del ARN para almacenar información, sino solamente exigente desde el punto de vista energético (para reparar o reemplazar las moléculas dañadas de ARN) y propensas a la mutación. Mientras que esto hace que sea poco adecuado en la actual vida "optimizada" basada en el ADN, lo pudo haber sido para la vida primitiva.

### ARN como regulador
Se ha descubierto que los riboswitches actúan como reguladores de la expresión génica, particularmente en bacterias, pero también en plantas y arqueas. Los riboswitches alteran su estructura secundaria en respuesta a la unión de un metabolito. Este cambio en la estructura puede resultar en la formación o interrupción de un terminador, truncando o permitiendo la transcripción respectivamente. Alternativamente, los riboswitches pueden unir u ocluir la secuencia Shine-Dalgarno, afectando la traducción. Se ha sugerido que estos se originaron en un mundo basado en ARN. Además, de ARN termómetro para regular la expresión génica en respuesta a los cambios de temperatura.

## Síntesis prebiótica del ARN

Cadena de ARN.

Los nucleótidos son moléculas fundamentales que se combinan en serie para formar ARN. Consisten en una base nitrogenada unida a un esqueleto de azúcar-fosfato. El ARN está compuesto por largos tramos de nucleótidos específicos ordenados de tal modo que su secuencia de bases porta información. La hipótesis del mundo de ARN sostiene que en el caldo primigenio o sopa primitiva existirían ya los nucleótidos en disolución. Estos nucleótidos formarían enlaces de forma regular con otros, que se romperían porque el cambio de energía era bajo. No obstante, ciertas secuencias de pares de bases tendrían propiedades catalíticas que disminuirían la energía para generar su cadena, haciendo que permanecieran juntos por periodos de tiempo más largos. A medida que se alargaba la cadena iba atrayendo los nucleótidos que encajaban de forma más rápida, haciendo que la cadena se formara más rápidamente que su velocidad de degradación. Los restos de ribonucleótidos en muchas coenzimas, como acetil-CoA, NADH, FADH y F420, pueden ser restos supervivientes de coenzimas unidas covalentemente en un mundo de ARN. En los meteoritos metálicos es relativamente abundante el fosfuro de hierro y níquel, un mineral que en contacto con el agua libera radicales fosfato solubles en agua.
Algunos investigadores han propuesto estas cadenas como las primeras formas primitivas de vida. En un mundo de ARN, diferentes conjuntos de cadenas de ARN habrían tenido diferentes resultados de replicación, lo que habría aumentado o disminuido su frecuencia en la población, es decir, la selección natural. A medida que los conjuntos de moléculas de ARN más aptos aumentaron su número, nuevas propiedades catalíticas agregadas por mutación, que beneficiaron su persistencia y expansión, podrían acumularse en la población. Se ha identificado un conjunto de ribozimas autocatalítico de este tipo, capaz de autorreplicarse en aproximadamente una hora. Fue producido por competencia molecular (evolución in vitro) de mezclas de enzimas candidatas.
La competencia entre ARN puede haber favorecido el surgimiento de la cooperación entre diferentes cadenas de ARN, abriendo el camino para la formación del primer protobionte. Finalmente, las cadenas de ARN se desarrollaron con propiedades catalíticas que ayudan a que los aminoácidos se unan (un proceso llamado enlace peptídico). Estos aminoácidos podrían ayudar con la síntesis de ARN, dando a las cadenas de ARN que podrían servir como ribozimas la ventaja selectiva. Se ha demostrado la capacidad de catalizar un paso en la síntesis de proteínas, la aminoacilación del ARN, en un segmento corto (cinco nucleótidos) de ARN. Aunque el ARN es frágil, algunos ARN antiguos pueden haber desarrollado la capacidad de metilar otros ARN para protegerlos.
Una propuesta interesante es la idea de que la síntesis de ARN podría haber sido impulsada por gradientes de temperatura, en el proceso de termosíntesis. Se ha demostrado que los nucleótidos simples catalizan reacciones orgánicas.
Un estudio en 2001 de Stanley Miller muestra que el ácido nicotínico y su precursor, el ácido quinolínico, pueden producirse con rendimientos de hasta el 7% en una secuencia no enzimática de seis pasos a partir de ácido aspártico y fosfato de dihidroxiacetona (DHAP). La biosíntesis de fosfato de ribosa podría haber producido DHAP y otros compuestos de tres carbonos. El ácido aspártico podría haber estado disponible a partir de la síntesis prebiótica o de la síntesis de ribozimas de pirimidinas. Esto respalda que el NAD podría haberse originado en el mundo del ARN. Las secuencias de ARN con longitudes de 30 nucleótidos, 60 nucleótidos, 100 nucleótidos y 140 nucleótidos fueron capaces de catalizar la síntesis de tres coenzimas comunes, CoA, NAD y FAD, a partir de sus precursores, 4'-fosfopanteteína, NMN y FMN, respectivamente.
En marzo de 2015, los científicos de la NASA informaron que, por primera vez, compuestos orgánicos complejos de ADN y ARN de la vida, incluidos uracilo, citosina y timina, se formaron en el laboratorio en condiciones que solo se encuentran en el espacio exterior, utilizando sustancias químicas de partida, como pirimidina, que se encuentra en meteoritos. La pirimidina, como los hidrocarburos aromáticos policíclicos (HAP), pueden haberse formado en estrellas gigantes rojas o en polvo interestelar y nubes de gas, según los científicos.
En 2018, los investigadores del Instituto de Tecnología de Georgia identificaron tres candidatos moleculares para las bases que podrían haber formado una versión más temprana del pre-ARN: ácido barbitúrico, melamina y 2,4,6 triaminopirimidina (TAP). Estas tres moléculas son versiones más simples de las cuatro bases en el ARN actual, que podrían haber estado presentes en cantidades mayores y aún podrían ser compatibles con ellas, pero pueden haber sido descartadas por la evolución a cambio de pares de bases más óptimos. Específicamente, TAP puede formar nucleótidos con una amplia gama de azúcares. Tanto el TAP como la base de melamina se emparejan con ácido barbitúrico. Los tres forman nucleótidos espontáneamente con ribosa.

## Origen del ARN y transición al ADN
El origen del ARN es un tema oscuro para el mundo de ARN, pero se ha postulado que un tipo de moléculas intermediarias denominadas pre-ARN precedieron al ARN verdadero, dichas moléculas corresponderían al ácido peptidonucleico (ANP), el ANP es más estable que el ARN y parece que sería más sencillo de sintetizar en condiciones prebióticas, especialmente porque la síntesis de ribosa y la adición de grupos fosfatos son problemáticas, porque no existían ninguna de las dos. También se propusieron como pre-ARNs al ácido nucleico treósico (ANT) como punto de partida así como el ácido nucleico glicólico (ANG).
Un experimento (2016) ha sugerido que los pre-ARNs, lípidos y péptidos (precursores de las proteínas) se derivaron de un protometabolismo de cianuro de hidrógeno al demostrarse que los precursores de sus componentes; los nucleótidos, aminoácidos y lípidos pueden derivarse todos de la homologación reductora del cianuro de hidrógeno y algunos de sus derivados y, por tanto, todos los subsistemas celulares podrían haber surgido simultáneamente a través de la química común. Los pasos clave de la reacción son impulsados por luz ultravioleta, usan sulfuro de hidrógeno como reductor y pueden acelerarse mediante ciclos fotorredox Cu (I) -Cu (II). La hipótesis del mundo de HAP postula que los hidrocarburos aromáticos policíclicos (HAP) precedieron a las moléculas de pre-ARN al ayudar a crear sus nucleobases. Los HAPs son anfifílicos, lo que significa que tienen tanto partes hidrofóbicas como hidrofílicas. Así pues cuando están en disolución, al igual que los lípidos, tienden a autoorganizarse en apilamientos, protegiendo sus partes hidrofóbicas en medios acuosos. De ese modo esto estimula una unión preferente de moléculas planares como las nucleobases púricas y pirimidínicas. Estas nucleobases son igualmente anfifílicas y por ello tienden a alinearse en apilamientos similares. Esto termina creando un eficaz andamiaje para que se forme un esqueleto de pre-ARN junto con las nucleobases. Un pequeño cambio en la acidez podría haber permitido entonces que las nucleobases se desligaran del apilamiento del HAP original y formaran de esa manera las moléculas de pre-ARN.  De esta manera el estudio afirma que los nucleótidos se originaron del protometabolismo de cianuro de hidrógeno y los HAPs ayudaron a originar las nucleobases y el esqueleto para que surjan las moléculas de pre-ARN.
Tras haber surgido el ARN, este precedería al ADN a través de la retrotranscripción, argumento que ha sido demostrado experimentalmente. El ADN ha sido descrito como un ARN modificado ya que el azúcar ribosa "normal" en el ARN se reduce a desoxirribosa en el ADN, mientras que el uracilo de base "simple" está metilado en timidina. En las células modernas los precursores del ADN (los cuatro desoxirribonucleótidos, dNTP) se producen por reducción de ribonucleótidos di o trifosfato por ribonucleótido reductasa, por tanto se concluyó que el origen prebiótico del ADN fue a partir de acetaldehído y gliceraldehído-5-fosfato de ARN. También la aparición del ADN requirió la presencia de polimerasas, principalmente la transcriptasa inversa y proteínas de unión a ácidos nucleicos. Tanto la biosíntesis de purina como la de pirimidina se construyen sobre la ribosa 5 monofosfato como un precursor común del ADN. El primer paso en la aparición del ADN fue la formación de ADN-U (ADN que contiene uracilo), algunos virus ADN bicatenario (principalmente bacteriófagos) retienen genomas con ADN-U, reflejando este primer paso de transición entre el ARN y el ADN. Más adelante el uracilo se perdería dando lugar al ADN común denominado ADN-T. Por otro lado, el ARN no precedió a las proteínas ya que estas provendrían de péptidos, por lo que actualmente se considera que el ARN y las proteínas coevolucionaron hasta unirse y formar los ribosomas, polimerasas y demás proteínas de unión a ácidos nucleicos.

## Apoyo y dificultades con la hipótesis
La hipótesis del mundo de ARN se basa en la capacidad del ARN de almacenar, transmitir y duplicar la información genética, de la misma forma que lo hace el ADN. El ARN puede actuar también como una ribozima (una enzima hecha de ácido ribonucleico). Debido a que puede reproducirse a sí misma, desarrollando las tareas del ADN y de las proteínas (enzimas), se piensa que el ARN fue capaz de tener su propia vida independiente. Así, aunque no se encontraron nucleótidos en el Experimento de Miller y Urey, sí se encontraron en los experimentos de otros investigadores, especialmente en uno de Juan Oró, que sintetizó adenina a partir de ácido cianhídrico. Experimentos con las ribozimas básicas, como el ARN viral del bacteriófago Qβ, han demostrado que las estructuras de ARN autorreplicantes sencillas pueden resistir incluso a fuertes presiones selectivas (como los terminadores de cadena de quiralidad opuesta). Dennis Overbye sostiene que "incluso si el ARN apareciera naturalmente, las probabilidades de que ocurriera en la secuencia correcta para impulsar la evolución darwiniana parecen pequeñas".
Puesto que no existen rutas químicas para la síntesis abiogénica de nucleótidos a partir de las bases pirimidínicas de citosina y uracilo bajo condiciones prebióticas podría ser que los ácidos nucleicos no los contuvieran. Resulta revelador que el nucleósido citosina tenga una vida media en aislamiento de 19 días a 100 °C y 17.000 años en agua helada, lo cual es aún muy corto para los tiempos a escala geológica. El nucleósido citosina tiene una vida media aislada de 19 días a 100 °C (212 °F) y 17 000 años en agua helada, lo que algunos argumentan es demasiado corto en la escala de tiempo geológico para la acumulación. Otros autores ponen en cuestión que la ribosa y otros azúcares del esqueleto de los ácidos nucleicos puedan ser lo suficientemente estables como para encontrarse entre el material genético original. Por ejemplo, se sabe que el enlace éster entre la ribosa y el ácido fosfórico en el ARN es propenso a la hidrólisis. Además, la ribosa tiene que ser toda del mismo enantiómero, porque cualquier nucleótido con una quiralidad diferente actuaría como terminador de la cadena.
Los ribonucleósidos de pirimidina y sus respectivos nucleótidos se han sintetizado prebióticamente mediante una secuencia de reacciones que pasan por alto los azúcares libres y se ensamblan de manera escalonada al incluir químicas nitrogenadas y oxigenadas. En una serie de publicaciones, John Sutherland y su equipo de investigadores demostraron rutas de alto rendimiento para los ribonucleótidos de citidina y uridina construidos a partir de pequeños fragmentos de 2 y 3 carbonos, como glicolaldehído, gliceraldehído o gliceraldehído-3. -fosfato, cianamida y cianoacetileno. Uno de los pasos de esta secuencia permite el aislamiento deenantiopure ribosa aminooxazolina si el exceso enantiomérico de gliceraldehído es del 60% o más, de posible interés hacia la homoquiralidad biológica. Esto puede verse como una etapa de purificación prebiótica, en la que dicho compuesto cristalizó espontáneamente a partir de una mezcla de las otras pentosas aminooxazolinas. Las aminooxazolinas pueden reaccionar con cianoacetileno de una manera suave y altamente eficiente, controlada por fosfato inorgánico, para dar ribonucleótidos de citidina. La fotoanomerización con luz ultravioleta permite la inversión alrededor del centro anomérico 1 'para dar la estereoquímica beta correcta; un problema con esta química es la fosforilación selectiva de alfa-citidina en la posición 2 '. Sin embargo, en 2009, demostraron que los mismos bloques de construcción simples permiten el acceso, a través de la elaboración de nucleobase controlada por fosfato, a nucleótidos de pirimidina cíclica 2 ', 3'-directamente, que se sabe que pueden polimerizar en ARN. La química orgánica de Donna Blackmond describió este hallazgo como "evidencia sólida" a favor del mundo del ARN. Sin embargo, John Sutherland dijo que si bien el trabajo de su equipo sugiere que los ácidos nucleicos desempeñaron un papel temprano y central en el origen de la vida, no necesariamente respaldaba la hipótesis del mundo del ARN en sentido estricto, que describió como un "restrictivo, arreglo hipotético".
El artículo de 2009 del grupo Sutherland también destacó la posibilidad de fotodesinfección de los fosfatos pirimidina-2 ', 3'-cíclicos. Una debilidad potencial de estas rutas es la generación de gliceraldehído enantio enriquecido, o su derivado 3-fosfato (el gliceraldehído prefiere existir como su cetotautómero dihidroxiacetona).
El 8 de agosto de 2011, se publicó un informe, basado en estudios de la NASA con meteoritos encontrados en la Tierra, que sugiere que los bloques de construcción de ARN (adenina, guanina y moléculas orgánicas relacionadas) pueden haberse formado en el espacio exterior. En 2017, un modelo numérico sugiere que el mundo del ARN puede haber surgido en estanques cálidos en la Tierra primitiva, y que los meteoritos eran una fuente plausible y probable de los componentes básicos del ARN (ribosa y ácidos nucleicos) a estos entornos. El 29 de agosto de 2012, astrónomos de la Universidad de Copenhague informaron de la detección de una molécula de azúcar específica, el glicolaldehído, en un sistema estelar distante. La molécula se encontró alrededor del binario protoestelar IRAS 16293-2422 , que se encuentra a 400 años luz de la Tierra. Debido a que se necesita glicolaldehído para formar ARN, este hallazgo sugiere que se pueden formar moléculas orgánicas complejas en los sistemas estelares antes de la formación de los planetas, y finalmente llegarán a los planetas jóvenes al principio de su formación.
Aún quedan algunos problemas con la hipótesis del mundo de ARN, en particular la inestabilidad del ARN cuando se expone a la radiación ultravioleta, la dificultad de activar y ligar los nucleótidos y la carencia de fosfato disponible en solución requerida para construir su columna vertebral y la inestabilidad de la base citosina (que es susceptible a la hidrólisis). Recientes experimentos también sugieren que las estimaciones originales del tamaño de una molécula de ARN capaz de autorreplicación eran muy probablemente ampliamente subestimadas. La relativa complejidad química del nucleótido y la improbabilidad de que surja espontáneamente, junto con el número limitado de combinaciones posibles entre cuatro formas de base, así como la necesidad de polímeros de ARN de cierta longitud antes de ver actividad enzimática, han llevado a algunos a rechazar la hipótesis del mundo de ARN a favor de un mundo en el que las proteínas surgieron primero.

## Desarrollos posteriores de la hipótesis

### El acervo genético primordial y transiciones del mundo de ARN

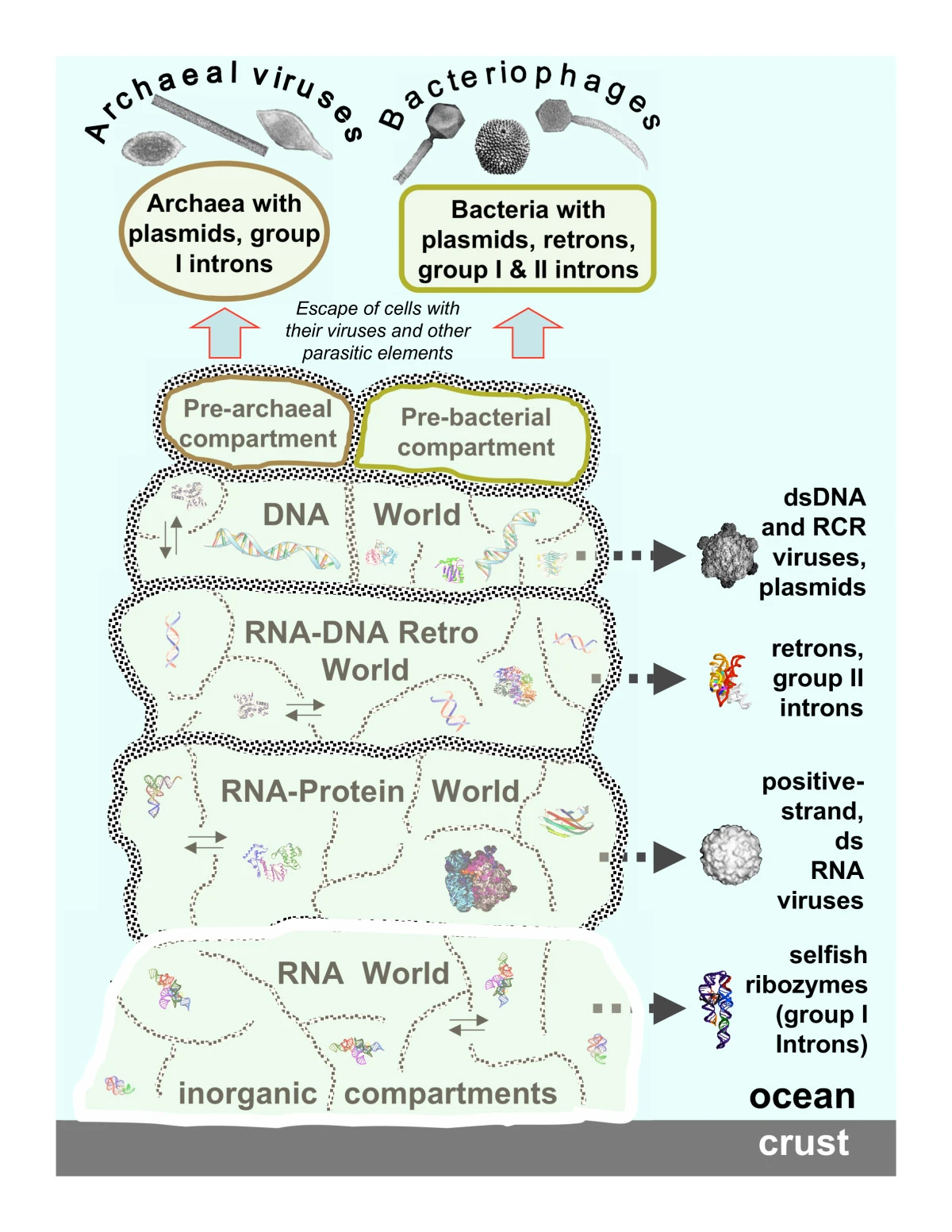
Esquema de las transiciones del mundo de ARN, indicando el origen de los diferentes tipos de virus y algunos elementos genómicos.

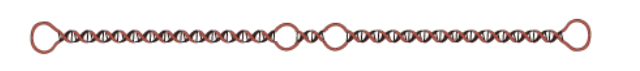
Viroides y virusoides, moléculas de ARN no codificante y sin transcripción de ADN.

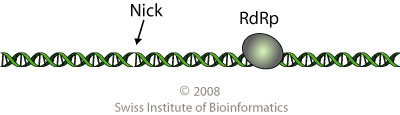
Endornavirus, es un virus que consiste en una cadena de ARN unida a una ARN polimerasa, sin transcripción de ADN y da una imagen de como pudieron lucir las primeras moléculas de ARN codificantes sin transcripción.

Se ha propuesto que las hipotéticas moléculas autorreplicantes del mundo de ARN estuvieron conformadas por los elementos genómicos o secuencias de las células como los ribosomas, ribozimas, intrones, retrones, transposones, plásmidos, enzimas, etc a la par de los virus, viroides, virusoides y virus satélite. Estas moléculas o entidades acelulares se les conoce comúnmente como "replicadores" o "replicones". El conjunto de replicones o elementos genéticos que pudo conformar el mundo de ARN y sus transiciones se le llama el "acervo genético primordial". Theodor Diener propone que los viroides (agentes subvirales compuestos por ARN sin proteínas y lípidos), en función de sus propiedades características, los viroides son "reliquias vivas" más plausibles del mundo de ARN que los intrones u otros ARN que hasta entonces se consideraban como posibles modelos. Sí es así, los viroides han alcanzado una importancia potencial al representar las macromoléculas más plausibles conocidas capaces de explicar los pasos intermedios cruciales en la evolución de la vida a partir de la materia inanimada. Como la actividad catalítica, replicación prospensa a errores, estructura circular del ARN que asegura una replicación completa sin etiquetas genómicas, falta de codificación de proteínas y transcripción de ADN, replicación mediada por ribozimas, la huella digital del mundo de ARN. Esto sostiene que dichas características pudieron haber estado presentes en las primeras moléculas autorreplicantes de ARN. Los virus de ARN también pueden considerarse reliquias puesto que su replicación se basa únicamente en el ARN y podrían estar relacionados con la primera codificación de proteínas. Algunos virus de ADN bicatenario (principalmente bacteriófagos) tienen uracilo en su ADN denominado ADN-U, el uracilo es considerado un nucleótido típico del ARN. Este tipo de ADN está ausente en las células, por lo que dichos virus podrían representar una reliquia de la transición del ARN al ADN.
Sobre la base de estos descubrimientos Eugene Koonin (2006, 2014, 2020) y Patrick Forterre (2005, 2006) proponen que los virus, viroides y virus satélite pudieron mediar las transiciones del mundo de ARN junto con los otros replicadores. A estas transiciones del mundo de ARN se les ha denominado: mundo de ARN verdadero (la etapa inicial), mundo de ARN + proteínas, mundo de retrotranscripción y mundo de ADN (la etapa final). Se ha propuesto que los viroides, virusoides junto con los ribozimas e intrones del grupo I fueron los primeros replicadores de la etapa inicial del mundo de ARN debido a que no codifican proteínas y porque los viroides y virusoides tampoco  transcriben ADN, estos replicadores al haberse unido con proteínas, darían paso al mundo de ARN + proteínas donde comenzaría la codificación de proteínas sin transcripción de ADN y surgirían los virus de ARN, satélites de ARN y la ARN polimerasa dependiente de ARN que codifican proteínas sin transcripción de ADN, posteriormente estos precederían a los retroelementos como los intrones del grupo II, retrones, exones, la transcriptasa inversa y elementos de ARN dependientes de ADN como los ribosomas, las ARN polimerasas dependientes de ADN, dando paso al mundo de retrotranscripción y el comienzo de la transcripción de ADN, a su vez estos elementos harían la transición del ARN al ADN pasando finalmente al mundo de ADN donde por último se originarían las ADN polimerasas, virus de ADN, satélites de ADN, los cromosomas, transposones, plásmidos, repeticiones en tándem, etc. Estos acelulares o elementos genéticos al haber estado contenidos en membranas lipídicas o protobiontes originarían a las primeras células. Un experimento (2015) ha demostrado que las cápsides de los virus pudieron haberse originado en el mundo de ARN y servían como un medio de transferencia horizontal entre las comunidades de replicadores de los protobiontes dado que estas comunidades no podrían sobrevivir si el número de parásitos génicos aumentaba, siendo ciertos genes los responsables de la formación de estas estructuras y los que favorecían la supervivencia de las comunidades autorreplicativas. El desplazamiento de estos genes entre los organismos celulares pudieron favorecer la aparición de nuevos virus durante la evolución.

### El primer antepasado común universal (FUCA)
El primer antepasado común universal (FUCA) es una entidad acelular propuesta que fue el primer organismo con un código genético y capaz de traducir biológicamente moléculas de ARN en péptidos para producir proteínas. Sus descendientes incluyen al último antepasado común universal (LUCA) y los virus. FUCA estaba compuesto por una población de sistemas abiertos, ribonucleoproteínas autorreplicantes organizadas en protobiontes que habrían utilizado ARN como genoma y autorreplicación. FUCA se generó sin código genético, a partir de un protorribosoma y una ARN polimerasa dependiente de ARN típica de los virus de ARN en sí mismo un sistema evolucionado a partir de la maduración de una maquinaria de ribonucleoproteínas. FUCA apareció cuando un centro de protopeptidiil transferasa comenzó a surgir por primera vez, cuando los replicadores del mundo del ARN comenzaron a ser capaces de catalizar la unión de aminoácidos en oligopéptidos. Los primeros genes de FUCA probablemente codificaban ARNt primitivos ribosómicos, aminoaciltransferasas y otras proteínas que ayudaban a estabilizar y mantener la traducción biológica. Estos péptidos aleatorios producidos posiblemente se unieron a los polímeros de ácido nucleico de cadena simple y permitieron una mayor estabilización del sistema que se hizo más robusto y se unió aún más a otras moléculas estabilizadoras. Cuando FUCA maduró, su código genético quedó completamente establecido. Esto provocó que los sistemas abiertos precelulares comenzaran a acumular información y a autoorganizarse, produciendo los primeros genomas mediante el ensamblaje de vías bioquímicas. La era de FUCA habría ocurrido en el mundo de ARN + proteínas y el mundo de retrotranscripción antes de la aparición del último antepasado común universal (LUCA) y los virus complejos.

### Coevolución con el mundo de hierro-azufre (Mundo de ARN-péptido)
Una creciente comprensión de los fallos de los modelos que consideran puramente la hipótesis del mundo de ARN o la teoría del mundo de hierro-azufre ha llevado a un modelo que incorpora aspectos de ambos. Concretamente, y basándose en la implausibilidad logística de estos modelos, Robert Griffith ha establecido un modelo de cooperación entre el ARN, los primitivos péptidos y lípidos cuya secuencia sería como sigue: la materia orgánica generada mediante síntesis abiótica en los océanos primitivos se separaría en fases por densidad y solubilidad. La síntesis de monómeros complejos y también de polímeros tendría lugar en superficies hidrofílicas y en sus proximidades (interfases) tanto con el medio acuoso como aéreo. La replicación y la traducción encontrarían su lugar idóneo en la interfase de elementos emulsificados de carácter hidrofóbico. Los primeros ácidos nucleicos codificarían preferentemente arginina. Estos péptidos enriquecidos en arginina servirían para secuestrar y transferir enlaces de fosfato ricos en energía. Esto haría que los péptidos fueran esenciales para el mantenimiento de los ácidos nucleicos, ricos en fosfato, y al mismo tiempo los mantendrían cerca de las interfases lipídicas. Se ha afirmado que la hipótesis del mundo del ARN y la teoría del mundo de hierro-azufre no son mutuamente excluyentes, ya que los procesos celulares modernos involucran tanto metabolitos como moléculas genéticas.
Esta hipótesis se llama coevolución de ARN-péptido, o el mundo de ARN-péptido, y ofrece una posible explicación para la rápida evolución de la replicación de alta calidad en el ARN (dado que las proteínas son catalizadores), con la desventaja de tener que postular la formación coincidente de dos moléculas complejas, una enzima (a partir de péptidos) y un ARN (de nucleótidos). El estudio deja abierta la pregunta de cómo exactamente esos sistemas primitivos lograron replicarse a sí mismos, algo que ni la hipótesis del mundo del ARN ni la hipótesis del mundo del ARN-péptido pueden explicar todavía, a menos que las polimerasas (enzimas que ensamblan rápidamente la molécula de ARN) jugaron un papel.
Un proyecto de investigación completado en marzo de 2015 descubrió que una red de reacciones que comienzan con cianuro de hidrógeno y sulfuro de hidrógeno, en corrientes de agua irradiadas con luz ultravioleta, podrían producir los componentes químicos de proteínas y lípidos, junto con los del ARN. Los investigadores utilizaron el término "cianosulfídico" para describir esta red de reacciones. En noviembre de 2017, un equipo del Instituto de Investigación Scripps identificó reacciones que involucraban al compuesto diamidofosfato que podrían haber vinculado los componentes químicos en cadenas cortas de péptidos y lípidos, así como cadenas cortas de nucleótidos similares al ARN.

## Implicaciones del mundo de ARN
De ser cierta, la hipótesis del mundo de ARN tendría importantes implicaciones para la misma definición de la vida. Durante la mayor parte del tiempo que siguió al descubrimiento de la estructura del ADN por Watson y Crick, se consideró que la vida se definía en gran medida en términos de ADN y proteínas. El ADN y las proteínas parecían ser las macromoléculas dominantes en las células vivas, de modo que el ARN tenía el único propósito de ayudar a crear proteínas a partir del "plano" establecido en el ADN. 
Esta hipótesis del mundo de ARN sitúa al ARN en el papel central en el origen de la vida, lo cual ha promovido numerosos estudios en los últimos diez años que han desvelado importantes aspectos de la función del ARN que previamente se desconocían y demuestran un papel crítico del ARN en la funcionalidad de la vida. 
En 2001 la hipótesis del mundo de ARN recibió un gran impulso al descifrarse la estructura tridimensional del ribosoma, que revelaba que los lugares catalíticos claves del ribosoma estaban hechos de kARN y que las proteínas no tenían un papel estructural importante y eran de importancia funcional accesoria. Se sabe actualmente que la formación del enlace peptídico, que es la reacción que une los aminoácidos entre sí para formar proteínas está catalizada por un residuo adenina del ARN ribosómico y por tanto el ribosoma es una ribozima. Este descubrimiento sugiere que las moléculas de ARN fueron con toda probabilidad capaces de generar las primeras proteínas. 
Otros descubrimientos importantes mostraron que el ARN era más que un simple mensajero o adaptador para transferir moléculas, como es en el caso de las riboproteínas nucleares pequeñas (snRNP) en el procesamiento del pre-mARN y la corrección del ARN (ARN editing) y la transcripción del ARN en eucariotas en el mantenimiento de los telómeros y en la reacción de la telomerasa.